# Ana María Jaén y Jaén
Ana María Jaén y Jaén (Ciudad de Panamá, 1914 - Ciudad de Panamá, 2007) fue una bibliotecaria panameña destacada por su trabajo en bibliotecología, promoción de la lectura y producción bibliográfica nacional.  Integró la comisión que impulsó el anteproyecto de ley que reconoce y organiza la profesión de bibliotecario en Panamá.  Fue directora de la Biblioteca Nacional Ernesto J. Castillero, de la biblioteca central de la Universidad Santa María la Antigua y fundadora de la Asociación Panameña de Bibliotecarios.

## Biografía
Ana María Jaén y Jaén nació en Ciudad de Panamá, pero su infancia y adolescencia transcurrió en la provincia de Coclé.  Se graduó como maestra de enseñanza primaria en la Escuela Normal de Institutoras en 1934. Cursó estudios de licenciatura en bibliotecología en la Universidad de Panamá y formó parte de la primera generación de graduados de esta carrera en 1949.  Se especializó en archivos y bibliotecas en Madrid, en la Biblioteca Nacional de España.
Fue profesora de Bibliotecología de la Universidad de Panamá. Organizó y participó en múltiples congresos, entre ellos las Primeras Jornadas Bibliotecológicas Panameñas en 1957 y la Feria del Libro de 1974, y asistió como delegada a la Reunión de la Asociación de Bibliotecas Universitarias, de Investigaciones e Instituciones del Caribe en República Dominicana.
De 1957 a 1966 fue directora de la Biblioteca Nacional Ernesto J. Castillero, periodo en el que logró trasladar la biblioteca de su sede junto a la Presidencia de la República a un edificio más amplio, nombrado Biblioteca Eusebio A. Morales.

## Ley para los bibliotecarios
Fue presidenta de la Asociación de Bibliotecarios de Panamá entre 1956 y 1957, periodo en el que impulsó la aprobación de la Ley 5 del 25 de enero de 1957 sobre la profesión de bibliotecario. 

## Reconocimientos
- La Biblioteca Nacional Ernesto J. Castillero realizó un homenaje póstumo a Ana María Jaén y Jaén el 23 de abril de 2007 al celebrarse el Día del Bibliotecario Panameño.
- En 2003, el Consejo General Universitario de la Universidad Tecnológica de Panamá hizo un reconocimiento a Ana María Jaén y Jaén por ser pionera en la creación del Instituto Politécnico, institución que luego se convirtió en la Universidad Tecnológica de Panamá.[5]
- Su biografía fue incluida en la selección de 80 mujeres destacadas de la historia de la Ciudad de Panamá que conforman la obra Citadinas sin Bambalinas, publicación de la colección Biblioteca 500 de la Comisión 500 años de Fundación de la Ciudad de Panamá.[6]

## Obras publicadas
- Bibliografía panameña. Revista lotería. 1952-1953
- Coautora con Rubén Darío Carles de Bibliografía de Coclé, con motivo de su centenario (1855-1955)
- Coautora con Carmen D. de Herrera, Isaura S. de De las Casas, Emily Price y Gilma D. de Bósquez, del Manual de Bibliotecología para Bibliotecas Rurales. 1968.